# Wojciech Szacki
Wojciech Szacki (ur. 9 września 1978) – polski dziennikarz, związany z tygodnikiem „Polityka”, szef działu politycznego w projekcie Polityka Insight.

## Życiorys
Wnuk Barbary i Jerzego Szackich. Ukończył studia prawnicze na Uniwersytecie Warszawskim (2002). W latach 2002–2012 pracował w „Gazecie Wyborczej”, gdzie zajmował się relacjonowaniem spraw politycznych i społecznych. Od lutego 2013 współpracuje z tygodnikiem „Polityka”, w którym oddelegowany został do projektu serwisu Polityka Insight – początkowo jako analityk, następnie szef działu politycznego. Odpowiedzialny jest za utrzymywanie kontaktów z politykami Platformy Obywatelskiej i Prawa i Sprawiedliwości.
W 2015 był nominowany do nagrody MediaTory w kategorii „NawigaTOR” m.in. „za trafiające w sedno analityczne komentarze i bieżącą ocenę wydarzeń ze sceny politycznej”. W 2023 wraz z Andrzejem Bobińskim zostali laureatami nagrody Best Stream Awards w kategorii „podcast newsy/komentarze” za przygotowywany „Podcast Polityki Insight”.